# 费尔施尼茨
费尔施尼茨是奥地利下奥地利州阿姆施泰滕县的一个市镇。总面积15.54平方公里，总人口1615人，人口密度103.9人/平方公里（2005年）。